# Matatū (rugby a 15)
Matatū è una franchise professionistica neozelandese di rugby a 15 femminile che disputa il Super Rugby Aupiki.
Si tratta dell'unica formazione di tale torneo a non essere corrispettivo di una franchise maschile di Super Rugby: in effetti, essa raggruppa gli ambiti provinciali di Crusaders e Highlanders, vale a dire l'intera Isola del Sud del Paese.
La squadra è amministrata dai Crusaders ed è allenata da Whitney Hansen.

## Storia
L'idea di creare una competizione femminile sul modello del Super Rugby nacque sulla scia di un incontro di propaganda tra Blues Women e Chiefs Manawa, sezioni femminili delle rispettive franchise del campionato SANZAAR, tenutosi ad Auckland e vinto dalle Chiefs per 39-12.
Visto il successo di tale esibizione, la federazione neozelandese accolse la proposta delle franchise di istituire il campionato femminile omologo al Super Rugby e il 6 ottobre 2021 fu annunciata la nascita della competizione e delle squadre ad essa partecipanti.
A novembre 2021 fu completata la messa sotto contratto delle giocatrici in vista della prima edizione del 2022.
Laddove le tre franchise dell'Isola del Nord (Blues Women, Chiefs Manawa e Hurricanes Poua) ricalcavano la struttura geografica e amministrativa delle rispettive controparti maschili, nell'Isola del Sud fu una sola la squadra, espressione delle regioni di competenza delle due franchise maschili dei Crusaders (domiciliati a Christchurch) e degli Highlanders (a Dunedin).
Il nome scelto per la nuova squadra, la cui gestione fu messa in capo alla franchise dei Crusaders, fu Matatū, un concetto della lingua māori che descrive l'imperativo a «rimanere risoluto e a testa alta, attento e pronto a raccogliere ogni sfida».
La prima stagione di campionato nel 2022, tenutasi interamente al Waikato Stadium di Hamilton per via delle restrizioni ai movimenti imposte dal contrasto alla pandemia di COVID-19, vide Matatū finire all'ultimo posto con un solo punto di bonus ma, già nella stagione successiva, la compagine di Christchurch, dopo avere terminato la stagione regolare al secondo posto, riuscì a raggiungere la finale di torneo e a battere le Chiefs Manawa detentrici del titolo, laureandosi così campionesse dell'edizione 2023.

## Cronologia
| Cronistoria delle Matatū                                                                                        |
| --- |
| - 2022 · 4º Super Rugby Aupiki - 2023 · 2º stagione regolare Super Rugby Aupiki Campione del Super Rugby Aupiki |

## Colori e simboli
Sia la scelta del nome che dei colori sociali e dei simboli della nuova squadra furono affidate all'artista locale Morgan Mathews-Hale, che scelse tonalità cromatiche neutrali rispetto alle due franchise di origine della squadra (rosso e nero per i Crusaders, giallo e blu per gli Highlanders).
Mathews-Hale puntò su un logo azzurro acquamarina e bianco ghiaccio che rispecchiasse i colori del paesaggio dell'Isola del Sud
Al centro del logo campeggia il profilo del massiccio del monte Aoraki (o Monte Cook), il più alto rilievo del Paese (3724 m s.l.m.), che si trova al centro dell'Isola del Sud nelle Alpi meridionali.
Il produttore dei kit gara è Adidas che, dal 2018, fornisce gli equipaggiamenti di tutte le squadre neozelandesi del Super Rugby.
Lo sponsor di maglia è la società immobiliare neozelandese Bayleys, che già dal 2012 dà il suo nome anche alla selezione maschile dei Crusaders.

## Stadio
Al suo esordio la squadra non disputò alcun incontro interno in quanto, come menzionato in precedenza, la prima stagione si tenne ad Hamilton per ragioni sanitarie; per il 2023 i due incontri interni che attendono la squadra sono in programma al Forsyth Barr Stadium di Dunedin, casa degli Highlanders e Rugby League Park di Christchurch, campo interno dei Crusaders.

## Palmarès
- Super Rugby Aupiki: 1
2023